# Videografia de Raul Seixas
Este artigo lista a videografia do cantor e compositor brasileiro Raul Seixas.

## Videoclipes
- 1974 - Gita
- 1974 - Trem das 7
- 1974 - Sociedade Alternativa
- 1974 - Rock Around the Clock
- 1975 - Tente Outra Vez
- 1975 - Rock Around the Clock / Blue Suede Shoes / Tutti Frutti / Long Tall Sally
- 1975 - A Maçã
- 1975 - Rock do Diabo
- 1976 - Eu Nasci Há 10 Mil Anos Atrás
- 1976 - Eu Também Vou Reclamar
- 1977 - O Dia Em Que a Terra Parou
- 1977 - Maluco Beleza
- 1978 - Judas
- 1980 - Abre-te Sésamo
- 1983 - Carimbador Maluco (Paticipação especial no programa Plunct, Plact, Zuuum)
- 1984 -  Geração da Luz (Paticipação especial no programa Plunct, Plact, Zuuum II)
- 1987 - Cowboy Fora da Lei

## Videoclipes póstumos
- 1992 - Mosca na Sopa (Com Raul intepretado por Rita Lee)
- 1994 - Como Vovó Já Dizia (Com a versão do álbum Se o Rádio não Toca...)
- 1998 - Morning Train (Trem das 7) (Com a versão do álbum Documento)
- 1998 - É Fim de Mês (Com a versão do álbum Documento)
- 2003 - Anarkilópolis (Cowboy Fora da Lei Nº2)

## VHS
- 1998 - Raul Seixas Também é Documento

## DVD
- 2005 - Phono 73 – O canto de um povo
- 2009 - 20 Anos sem Raul Seixas (Reedição do VHS Raul Seixas Também é Documento)